# モニカ・ヒルメロヴァ
モニカ・ヒルメロヴァ（Monika Hilmerová、1974年10月7日 - ）は、スロバキアの女優。

## 経歴
- コメンスキー大学を卒業。

## 出演作品
- ウィンター・バトル　-ヒトラー主義の結末-
- フランケンシュタイン（ジュスティーヌ）